# Dietylenglykol
Dietylenglykol (DEG) är en glykol och en eter med formeln (C2H4OH)2O. Det är en hygroskopisk, luktlös vätska som är blandbar med vatten och polära organiska lösningsmedel såsom alkoholer och etrar.

## Framställning
Dietylenglykol framställs genom hydrolys av epoxietan i vatten. Även andra glykoler, till exempel etylenglykol, bildas i processen.
{\displaystyle {\rm {2\ C_{2}H_{4}O+H_{2}O\rightarrow (C_{2}H_{4}OH)_{2}O}}}

## Användningsområden
I likhet med etandiol eller (mono)etylenglykol, brukar dietylenglykol blandat med vatten användas som frostskyddsmedel. DEG används också i organisk syntes och som lösningsmedel respektive torkmedel i olika sammanhang, samt som hydraulvätska och bromsvätska.

## Toxicitet
Dietylenglykol är giftigt för människor och djur, och kan orsaka dödsfall genom njursvikt. Test på små däggdjur indikerar ett LD50-värde på mellan 2 och 25 g/kg, vilket innebär att dietylenglykol är mindre giftigt än etylenglykol, men ändå är klart olämpligt att inta även i mindre mängder.
På grund av sin giftighet tillåts dietylenglykol vanligtvis ej i matvaror eller läkemedel, men förgiftningsfall har inträffat när DEG otillåtet har använts som en ersättning för det ogiftiga men dyrare propantriol (glycerin) i dessa sammanhang.
Ett antal massförgiftningar i historien har inträffat på grund av intag av dietylenglykol, exempelvis Elixir Sulfanilamide-katastrofen i USA som skyndade på den första riktiga medicinsäkerhetslagen i landet.
1985 visade det sig att ett litet antal producenter av österrikiska viner hade tillsatt dietylenglykol i sina viner för att få dem sötare och mer fylliga. Den tillsatta mängden var ej tillräckligt hög för att orsaka förgiftning, det skulle tydligen krävas ett intag i storleksordningen 28 flaskor vin per dag i två veckor för att förgiftas av dietylenglykolen, och i detta fall skulle sannolikt skadeverkningarna av etanolen bli större, och inga rapporter om dödsfall eller skador på grund av "glykolvin" förekom. Dock var tillsatsen förbjuden, och det hela ledde till långvariga skadeverkningar på Österrikes anseende och en i princip total kollaps för vinexporten från landet.

## Källhänvisningar
1. ↑  ”Elixir Sulfanilamide - an overview | ScienceDirect Topics”. www.sciencedirect.com. https://www.sciencedirect.com/topics/biochemistry-genetics-and-molecular-biology/elixir-sulfanilamide. Läst 19 augusti 2021.

Den här artikeln är helt eller delvis baserad på material från engelskspråkiga Wikipedia, Diethylene glycol, 27 december 2009.
- Material Data Safety Sheet Mallinckrodt Baker